# Myrmarachne borneensis
Myrmarachne borneensis är en spindelart som beskrevs av George William Peckham och Elizabeth Maria Gifford Peckham 1907. Myrmarachne borneensis ingår i släktet Myrmarachne och familjen hoppspindlar. Inga underarter finns listade i Catalogue of Life.